# Täljepartiet
Täljepartiet (täp) var ett lokalt politiskt parti i Södertälje kommun, som bildades i maj 1994 och som var representerat i Södertälje kommunfullmäktige mandatperioden 1994–1998. Partiet var en utbrytning ur Ny demokrati (NyD) efter att Harriet Colliander tog över partiet. Ordförande i partiet var Carl-Gustaf Carpel, partiledare var Håkan Jyde, och en annan täljepartist var Tommy Hansson, som var kommunfullmäktigeledamot för partiet och redaktör för tidskriften Contra.
Täljepartiet ville kämpa "mot kommunalt slöseri" och tyckte inte om att NyD på riksplanet orienterade sig åt vänster i några frågor. Bakom utbrytningen fanns också uppfattningen att Ny demokrati var ett sjunkande skepp. Under en längre tid låg Täljepartiet i strid med Ny demokrati, bland annat om partikassan på 250 000 kronor, men Täljepartiet vann i hovrätten. Bland annat motionerade Täljepartiet om att en badhuspark, senare en gata och därefter ett museum i Södertälje skulle uppkallas efter Björn Borg. Täljepartiet uppfattades också mer invandringskritiskt än Ny demokrati.